# دپ بای (اورگن)
دپ بای (به انگلیسی: Depoe Bay) شهری در شهرستان لینکلن ایالت اورگن است و در سرشماری سال ۲۰۱۱ میلادی، ۱٬۳۹۸ نفر جمعیت داشته که نسبت به سال ۲۰۱۰، ۰٫۱۴ درصد رشد جمعیت داشته‌است.

## موقعیت جغرافیایی
موقعیت جغرافیایی شهرها و مناطق اطراف به شرح زیر است: